# Born Pink
BORN PINK este al doilea album de studio al grupului de fete din Coreea de Sud BLACKPINK, lansat pe 16 septembrie 2022, prin YG Entertainment și Interscope Records . A marcat primul album de lungă durată al grupului de la THE ALBUM în 2020. Producția albumului a fost ocupată de diverși producători, inclusiv Teddy Sinclair, Willy Sinclair, Bekuh Boom, R. Tee, Kush și Teddy Park. BLACKPINK l-a conceput pe BORN PINK ca „esența” grupului, inspirându-se din sunetul hip-hop de-a lungul albumului și combinând diverse genuri.
Sunetul englezesc ' lui BORN PINK se bazează în principal din pop, hip-hop, rock și EDM, cu melodii caracterizate printr-o producție mai uptempo decât în predecesorul său THE ALBUM. Cântecele încorporează stiluri eclectice, de la disco și bubblegum pop până la pop-rock și stadium rock . Din punct de vedere liric, albumul discută teme de dragoste, încredere în sine, încurajare în sine, abordare cu faima și detractori și multe altele. Membrii BLACKPINK, JISOO și ROSÉ au scris împreună a patra piesă „ Yeah Yeah Yeah ”.
BORN PINK a fost susținut de două single-uri, ambele au ajuns pe primul loc în Billboard Global 200 . Single-ul pre-lansare „Pink Venom” a ajuns pe primul loc în topurile naționale din 10 țări, ajungând pe locul doi în Circle Digital Chart din Coreea de Sud și pe locul 22 în Billboard Hot 100 din SUA. Cel de-al doilea single al albumului, „Shut Down”, a ajuns pe locul trei în Circle Digital Chart și pe locul 25 în Billboard Hot 100. „ Ready For Love ”, lansat anterior ca single promoțional în colaborare cu jocul video battle royale PUBG Mobile, a fost, de asemenea, inclus în tracklist. Pentru a promova albumul, Blackpink s-a angajat în turneul Born Pink World, începând din octombrie.
Albumul a primit recenzii favorabile din partea criticilor. Producția mai puternică a albumului și versurile mai personale au primit laude; cu toate acestea, s-au făcut critici pentru lipsa sa de inovație și dezvoltare muzicală. Din punct de vedere comercial, a debutat pe primul loc în Circle Album Chart cu 2,2 milioane de exemplare vândute în mai puțin de două zile, devenind cel mai bine vândut album de către un act feminin din Coreea de Sud și primul care a depășit două milioane de vânzări. În Statele Unite, a devenit primul album al unui grup feminin care a ajuns pe primul loc în Billboard 200 de la Danity Kane în 2008. În plus, BORN PINK a devenit primul album al unui grup de fete K-pop care a ajuns în vârful Billboard 200 și în UK Albums Chart, ceea ce i-a adus lui BLACKPINK două Guinness World Records . De atunci, albumul a fost certificat de două milioane de milioane de Asociația de conținut muzical din Coreea (KMCA). Potrivit Federației Internaționale a Industriei Fonografice (IFPI), albumul a fost al optulea cel mai bine vândut album la nivel mondial în toate formatele în 2022 și al șaptelea cel mai bine vândut album în vânzări pure. 